# Edeforsen (naturreservat)
Edeforsen är ett naturreservat i Strömsunds kommun i Jämtlands län.
Området är naturskyddat sedan 2002 och är 5 hektar stort. Reservatet omfattar en kort strömsträcka mellan Edessjön och Forsvattnet där det tidigare funnits ett vattenkraftverk.